# 티파니 브리세트
티파니 브리세트(Tiffany Brissette, 1974년 12월 26일 ~ )는 미국의 배우, 간호사, 텔레비전 배우, 성우, 영화배우이다.

## 영화
- 슈퍼소녀 비키 (1985년)
- 고래같은 마음 (1983년)